# Heteropoda venatoria
Heteropoda venatoria és una espècie d'aranyes araneomorfs de la família dels esparàssids (Sparassidae). Fou descrit per primera vegada per Carl von Linné l'any 1767.
És natiu de la zona tropical del món, i és present en algunes àrees subtropicals com una espècie introduïda. Els seus noms comuns inclouen, entre d'altres, giant crab spider  (aranya cranc gegant), cane spider (aranya de la canya), la Babouk.
És pròpia de l'Àsia tropical. Està present a les illes del Pacífic, les Amèriques (Nord, Centre i Sud), Macaronèsia, Europa i Àfrica. L'adult fa uns 2-2'5 cm i uns 7-10 cm d'ample amb les potes. La femella té l'abdomen més gran i el mascle, les potes més llargues.

## Biologia
El sac d'ous fa aproximadament 2,5 centímetres d'ample i la femella el porta el seu pedipalps i sota el seu cos. Aquest sac d'ous és de mida variable i normalment conté més de 100 ous, en alguns casos més 400. Les cries fan la seva primera muda encara dins el sac. En un estudi de laboratori, el mascle va viure 465 dies i la femella 580 dies.
Com a part del seu comportament de festeig, el mascle produeix un so vibrant amb el seu abdomen mentre manté les seves potes fermament aferrades al terra; produeix un brunzit lleugerament audible per als humans.
L'aranya no és considerada perillós, però injecta prou verí per produir una picada dolorosa.

## Sinònims
Segons el World Spider Catalog amb data de l'11 de gener de 2019, hi ha reconeguts les següents sinonímies:
- Aranea venatoria Linnaeus, 1767
- Aranea regia Fabricius, 1793
- Aranea pallens Fabricius, 1798
- Thomisus leucosius Walckenaer, 1805
- Micrommata setulosa Perty, 1833
- Olios antillianus Walckenaer, 1837
- Olios freycineti Walckenaer, 1837
- Olios colombianus Walckenaer, 1837
- Ocypete thoracica C. L. Koch, 1845
- Ocypete murina C. L. Koch, 1845
- Ocypete draco C. L. Koch, 1845
- Olios albifrons Lucas, 1852
- Olios javensis Doleschall, 1857
- Olios gabonensis Lucas, 1858
- Olios zonatus Doleschall, 1859
- Ocypete bruneiceps Giebel, 1863
- Sparassus ammanita Dufour, 1863
- Helicopis maderiana Thorell, 1875
- Sarotes truncus McCook, 1878
- Sarotes aulicus L. Koch, 1878
- Sarotes invictus L. Koch, 1878
- Sarotes peditatus Karsch, 1881
- Heteropoda ferina Simon, 1887
- Heteropoda ocellata Pocock, 1903
- Heteropoda venatoria chinesica Strand, 1907
- Heteropoda venatoria japonica Strand, 1907
- Heteropoda venatoria maculipes Strand, 1907
- Heteropoda venatoria pluridentata Hogg, 1914
- Heteropoda nicki Strand, 1915
- Heteropoda nicki quala Strand, 1915
- Palystes ledleyi Hogg, 1922
- Heteropoda tokarensis Yaginuma, 1961
- Heteropoda andamanensis Tikader, 1977
- Heteropoda nicobarensis Tikader, 1977
- Heteropoda hainanensis Li, 1991
- Heteropoda shimen Yin, Peng, Yan & Bao, 2000

## Galeria

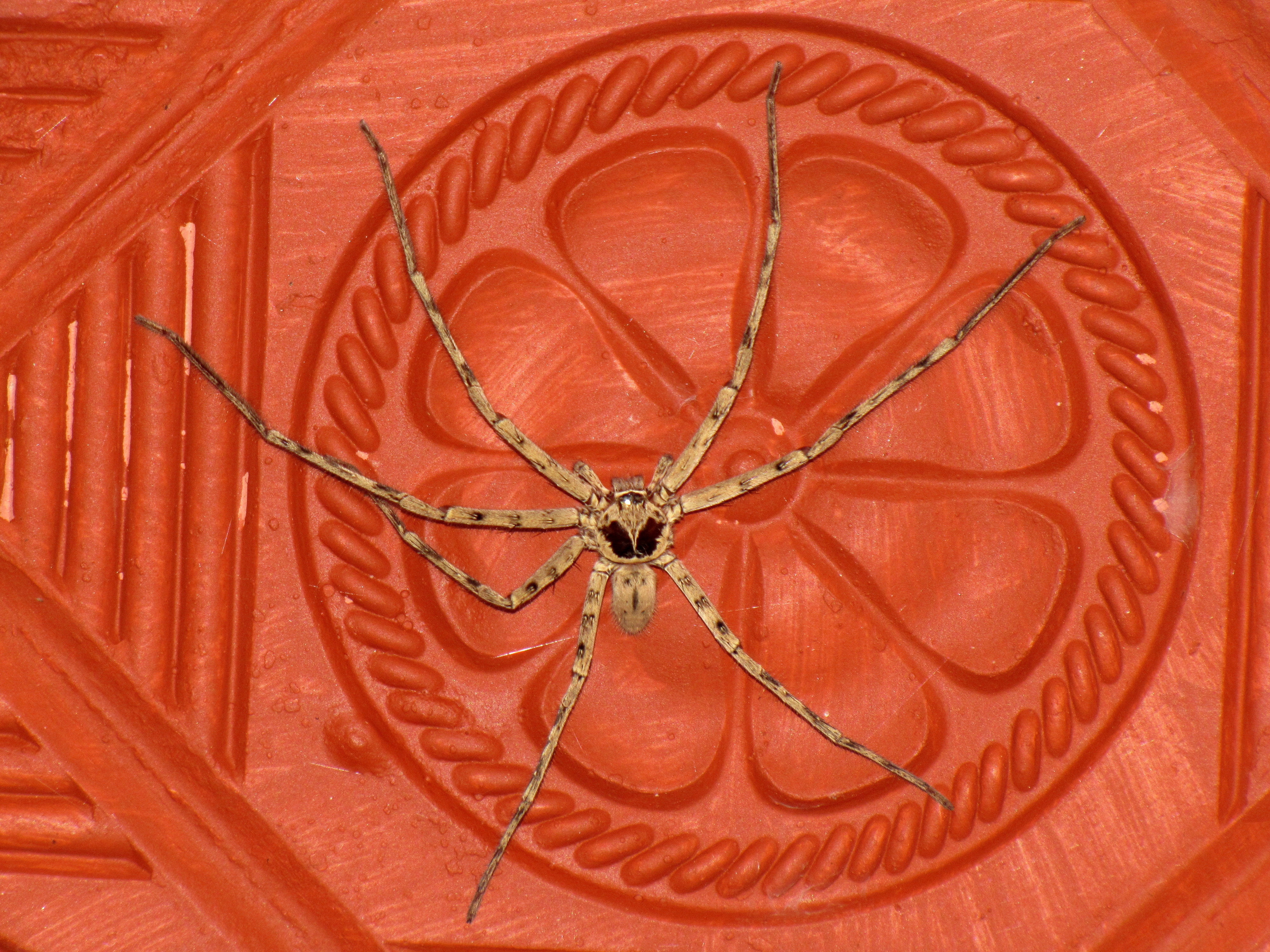
Mascle
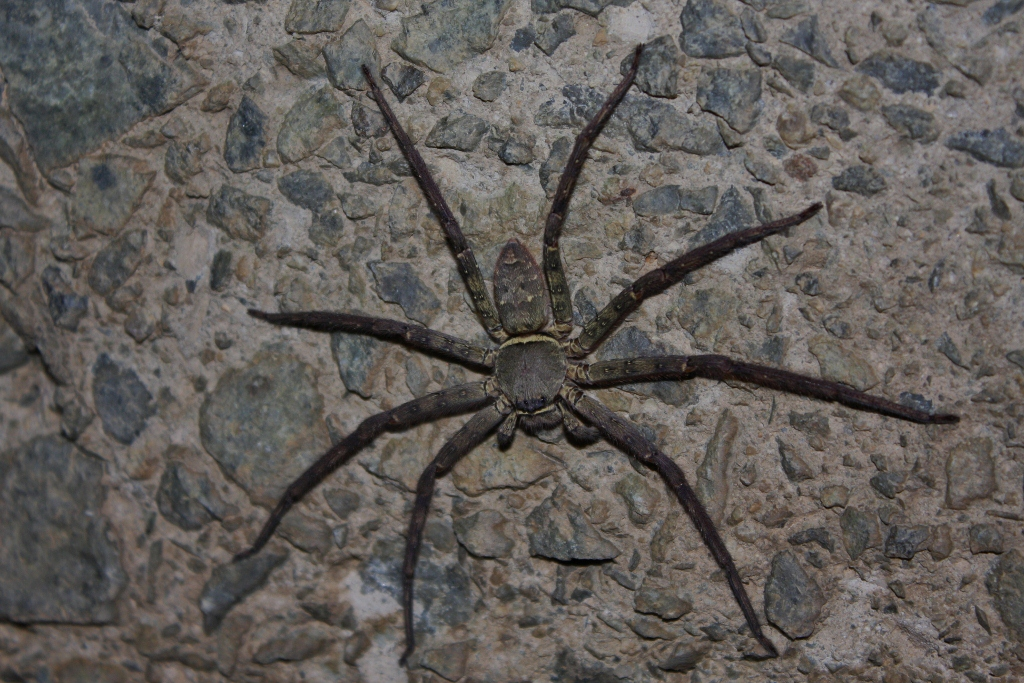
Femella
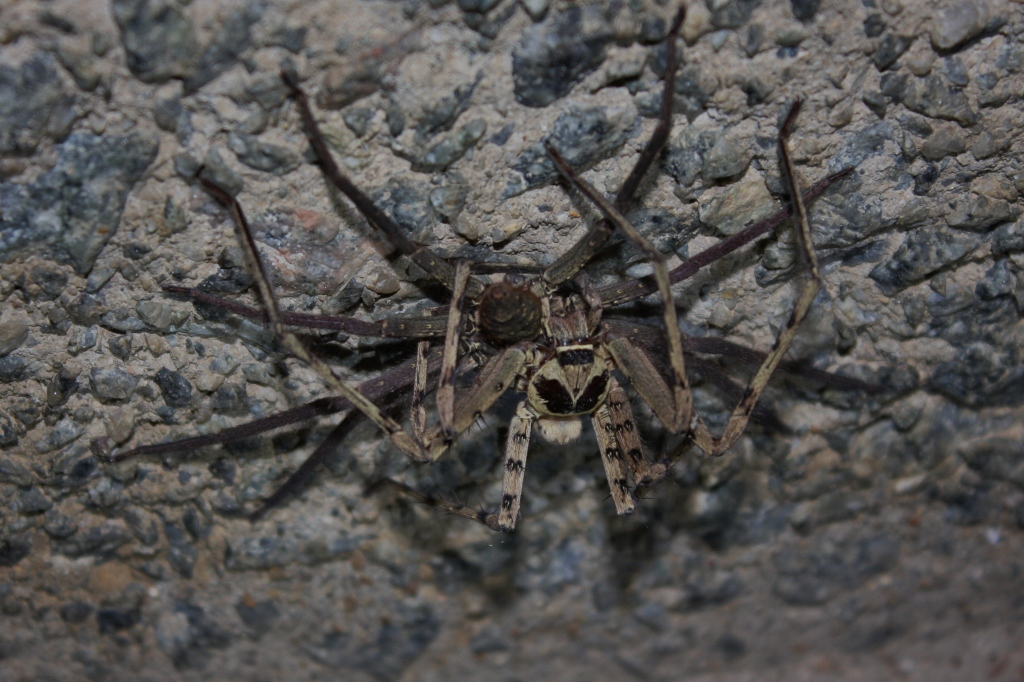
Aparellament
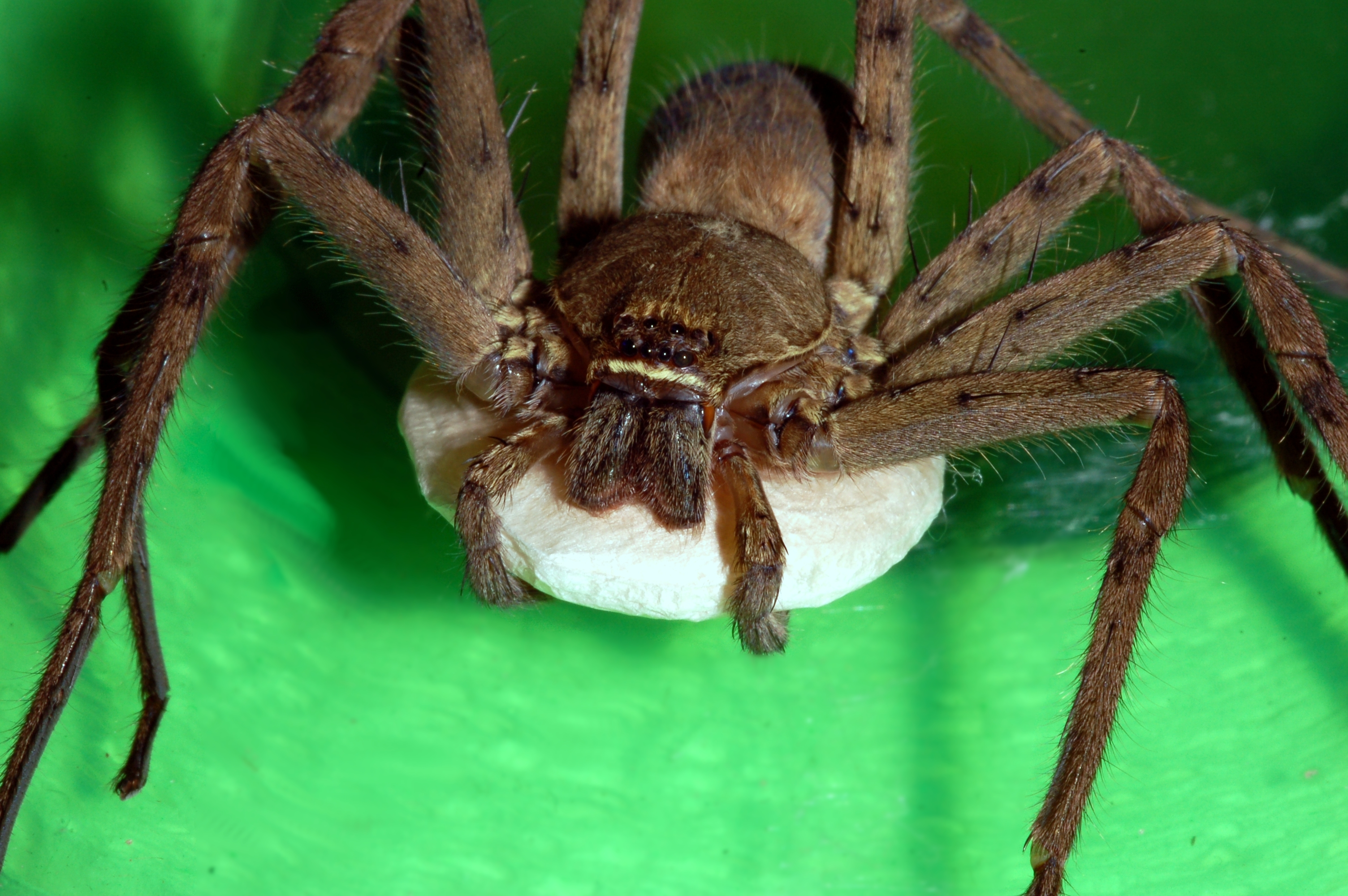
Femella amb el sac d'ous